# زارچنویه (سرزمین آلتای)
زارچنویه (به لاتین: Zarechnoye) یک منطقهٔ مسکونی در روسیه است که در شهرستان کیتمانوفسکی واقع شده‌است.